# Trametes cingulata
Trametes cingulata är en svampart som beskrevs av Berk. 1854. Trametes cingulata ingår i släktet Trametes och familjen Polyporaceae.   Inga underarter finns listade i Catalogue of Life.